# Akin Gazi
Akin Gazi (Londres, 15 de outubro de 1981) é um actor turco-britânico com uma carreira que se iniciou na televisão inglesa em 2005, interpretando a personagem Barak em An Eye for a Tooth.

## Biografia

### Primeiros anos
Gazi nasceu em Edmonton, Londres, em 1981, filho de pais turcos. Ingressou na Universidade de Londres, onde estudou inglês e artes dramáticas, obtendo o seu título no ano 2003.

### Carreira
Em 2005 obteve o seu primeiro papel na televisão britânica, interpretando o papel do turco Barak na curta para televisão An Eye for a Tooth. Mais tarde, interpretou um barman na série de televisão Skins, aparecendo também nas séries The Path to 9/11 e The Bill em 2006. Em 2008 apareceu num episódio da popular série Doutor Who, na qual interpretou a personagem de Carter. A partir de então tem participado num grande númro de séries de televisão britânicas, entre as que destacam Hunted, Law & Order UK, Silent Witness, Prison Break e Knightfall, integrando em elenco recorrente nesta última.
Estreou-se no cinema em 2011 interpretando o papel de Saad no filme belga de Lee Tamahori The Devil's Double. Nesse mesmo ano encarnou a personagem Saleh no filme catarí Black Gold, baseada na novela South of the Heart de Hans Ruesch. Em 2012 integrou o elenco do filme norte-americano A noite mais escura sobre a queda de Osama Bin Laden, interpretando o papel de um interrogador turco. Em 2014 encarnou a personagem Hrant no filme turco The Cut, dirigido por Fatih Akın.

## Filmografia
| Cinema    | Cinema                   | Cinema             | Cinema                           |
| Ano       | Filme                    | Papel              | Notas                            |
| --------- | ------------------------ | ------------------ | -------------------------------- |
| 2011      | The Devil's Double       | Saad               |                                  |
| 2011      | Black Gold               | Saleeh             |                                  |
| 2012      | Zero Dark Thirty         | Interrogador turco |                                  |
| 2013      | Desert Dancer            | Farid Ghaffarian   |                                  |
| 2014      | The Cut                  | Hrant              |                                  |
| 2018      | Yardie                   | Traficante turco   |                                  |
| Televisão |                          |                    |                                  |
| Ano       | Título                   | Papel              | Notas                            |
| 2005      | An Eye for a Tooth       | Barak              | Curta para televisão             |
| 2006      | Skins                    | Barman             | Série de televisão (1 episódio)  |
| 2006      | The Path to 9/11         | Owhali             | Telefilme                        |
| 2006      | The Bill                 | Cemal Taner        | Série de televisão (1 episódio)  |
| 2008      | Doutor Who               | Carter             | Série de televisão (1 episódio)  |
| 2010      | Spooks                   | Baltasar Jad       | Série de televisão (1 episódio)  |
| 2012      | Hunted                   | Bilal              | Série de televisão (1 episódio)  |
| 2014      | Silent Witness           | Bekir Humadi       | Série de televisão (2 episódios) |
| 2014      | Law & Order Uk           | Dr. Yafeu Elsayed  | Série de televisão (1 episódio)  |
| 2014-2015 | Dá Vinci's Demons        | Bayezid            | Série de televisão (8 episódios) |
| 2015      | The Trials of Jimmy Rose | Mehmet Guzman      | Série de televisão (2 episódios) |
| 2015      | Chewing Gum              | Rashad             | Série de televisão (1 episódio)  |
| 2017      | Prison Break             | Omar               | Série de televisão (3 episódios) |
| 2017      | Knightfall               | Rashid             | Série de televisão (8 episódios) |